# 向山満
向山 満（むこうやま みつる、1942年7月5日 - 2012年11月18日）は日本のコウモリ類研究者。

## 人物
1942年新潟県生まれ。1965年弘前大学卒業。兵庫教育大学大学院修士課程修了。青森県立三戸高等学校教諭を務めた後、定年退職。
コウモリなど調査やフェスティバル参加の例としては、1991年11月オオサンショウウオ三重県（案内は佐野明）、1993年8月天間館神社（同行者は三笠暁子、重昆達也、水野昌彦）、1995年8月コウモリフェスティバル乗鞍高原、1994年日本哺乳類学会東京農工大学大会、2008年2月24日宮古市に遠藤公男を訪問、2001年7月7日天間館神社（同行者は福井大ほか）、2003年5月31日柏崎、2004年対馬（同行者は河合久仁子、福井大、赤坂卓美）、などがある。
NPO法人コウモリの保護を考える会元理事長、NPO法人おおせっからんど元理事長。2012年11月18日、秋田県北秋田市の山中でコウモリ保護活動中の事故により逝去。コウモリの会（2003年の事務局長は水野昌彦）は、コウモリ通信Vol.20.No.1(通巻25号)[2013年5月]を「向山満先生追悼特集」として  発行した。

## 論文
- 国立情報学研究所収録論文 国立情報学研究所
- 向山満 (1985), “天間館神社のトウヨウヒナコウモリ”, 動物と自然 (ニュ-・サイエンス社) 15 (2):  22-26

- 沢田勇; 向山 満 (1986), “21. ホンドノレンコウモリに寄生していた条虫Insectivorolepis sp.について(動物分類学会第22回大会記事)”, 動物分類学会誌 (日本動物分類学会) 33:  58

- 向山満; 奈良典明; 佐藤巧; 斉藤宗勝; 村田孝嗣; 阿部東; 森治 (1994), “自由集会報告（日本哺乳類学会1993年度大会自由集会の報告），白神山地の自然—その保護と利活用にむけて”, 哺乳類科学 (日本哺乳類学会) 33 (2):  123-125

- 小原良孝; 笹森耕二; 向山 満 (1997), “青森県におけるイイズナの生息記録と分布状況”, 哺乳類科学 (日本哺乳類学会) 37 (1):  81-85

- 向山満 (2004), “秋田県森吉山ダムのコウモリ類保全施設と利用状況 (特集 ダムと自然環境) -- (個別ダムの取り組み)”, 河川 (日本河川協会) 60 (6):  50-54